# Cratesipoli
Cratesipoli (in greco antico: Kρατησίπoλις?, Kratesìpolis, letteralmente "conquistatrice di città"; prima del 332 a.C. – Sicione, dopo il 307 a.C.) è stata una militare macedone antica, moglie di Alessandro, figlio di Poliperconte.

## Biografia
Quando nel 314 a.C. il marito Alessandro, figlio di Poliperconte ed all'epoca alleato di Cassandro, fu assassinato a Sicione, Cratesipoli prese il comando della guarnigione della città, che era guidata dal defunto coniuge, e domò con estrema durezza la rivolta scoppiata in città, facendo crocifiggere trenta fra i più autorevoli sicioniani che erano a capo della ribellione.
Successivamente (313 a.C.), riuscì a fronteggiare le iniziative di Antigono per far passare Sicione e Corinto sotto il suo controllo, mantenendo invece le due città nell'orbita di Cassandro.
Nel 308 a.C. abbandonò Cassandro e consegnò Sicione e Corinto al re d'Egitto Tolomeo I. In particolare, riuscì ad ingannare i Corinzi facendo entrare il contingente egiziano fingendo che si trattasse di rinforzi giunti da Sicione.
Plutarco racconta che si ritirò poi a Patrasso, dove ebbe un appuntamento con Demetrio Poliorcete, che era desideroso di conoscerla per la sua bellezza. Demetrio era partito per l'incontro con pochi uomini armati alla leggera e, giunto nel luogo convenuto, li aveva congedati accampandosi da solo. Fu però assalito da alcuni nemici che l'avevano notato, fuggendo in maniera rocambolesca indossando solamente una mantellina (307 a.C.).
Dopo l'incontro con Demetrio, le fonti antiche non riportano altre notizie su Cratesipoli. La fama della sua bellezza, riportata da Plutarco, era accompagnata da quella della sua intelligenza, testimoniata da Diodoro. Il suo nome, che significa "conquistatrice di città", rimanda ad altri nomi femminili macedoni di sapore bellico, come Nicea, Stratonice e Nicesipoli. L'aver guidato con fermezza la guarnigione macedone a Corinto e Sicione la annovera tra le poche donne-soldato macedoni che, come Euridice II, Cinane ed Olimpiade, si erano distinte in un contesto, quello della storia militare antica, dominato quasi esclusivamente da figure maschili.